# داگلاس تامپکینز
داگلاس تامپکینز (انگلیسی: Douglas Tompkins; ۲۰ مارس ۱۹۴۳ – ۸ دسامبر ۲۰۱۵) اهالی کسب‌وکار، جنبش حفاظت، انسان دوست، فیلمساز، اهل ایالات متحده آمریکا بود.